# Pangon Island
Pangon Island är en ö i Gambia.   Den ligger i regionen Central River Division, i den östra delen av landet i Gambiafloden. Ön består av träskmark och savann.